# 布仁赛音
布仁赛音（1924年2月—1986年1月），蒙古族，出生于今内蒙古自治区锡林郭勒盟太仆寺旗贡宝力嘎苏木，中华民国大陆时期及中华人民共和国蒙古语言文学专家。

## 生平
布仁赛音早年投身革命。1947年5月1日，布仁赛音作为正式代表出席了内蒙古人民代表会议暨内蒙古自治政府成立大会，并任大会现场翻译。1947年至1957年，布仁赛音先后在内蒙古第二军政学院、内蒙古自治区人民政府文教部、海拉尔一中、内蒙古师范学院任职。
1957年内蒙古大学创建时，布仁赛音自内蒙古师范学院调入内蒙古大学，担任蒙古语言文学系文学教研室主任，负责文学专业的课程建设。布仁赛音首开主课《文学理论》、《蒙古族文学史》，后又开设《文学的民族性》、《翻译理论》等专题课。其间发表了《关于文学的民族性》、《蒙古族美好向往的象征——在文学作品中蒙古马的形象》等学术论文。布仁赛音还翻译了许多著作，包括《政党论》（1947年，自俄文翻译）、《玩偶之家》（易卜生剧作，自日文翻译）、《百炼成钢》（中国作家艾芜的长篇小说）以及列夫·托尔斯泰、鲁迅、李准等作家的短篇小说、散文及儿童文学作品，并参加审译了内蒙古大学蒙古语言文学系编的《马克思、恩格斯、列宁、斯大林文艺论著选读》。布仁赛音在内蒙古大学蒙古语言文学系任职至病逝。
1986年1月，布仁赛音病逝。